# Ściana Wschodnia

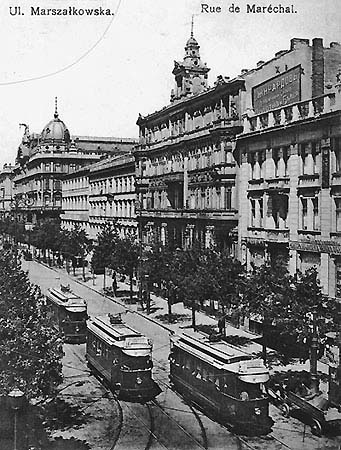
Un fragment de la façade est de la rue Marszałkowska avant 1914 ; au fond la maison de la compagnie d'assurance Rosja. C'est à sa place que sera construit, après les dégâts de la guerre, le Mur de l'Est, dans les années 1962-1969.

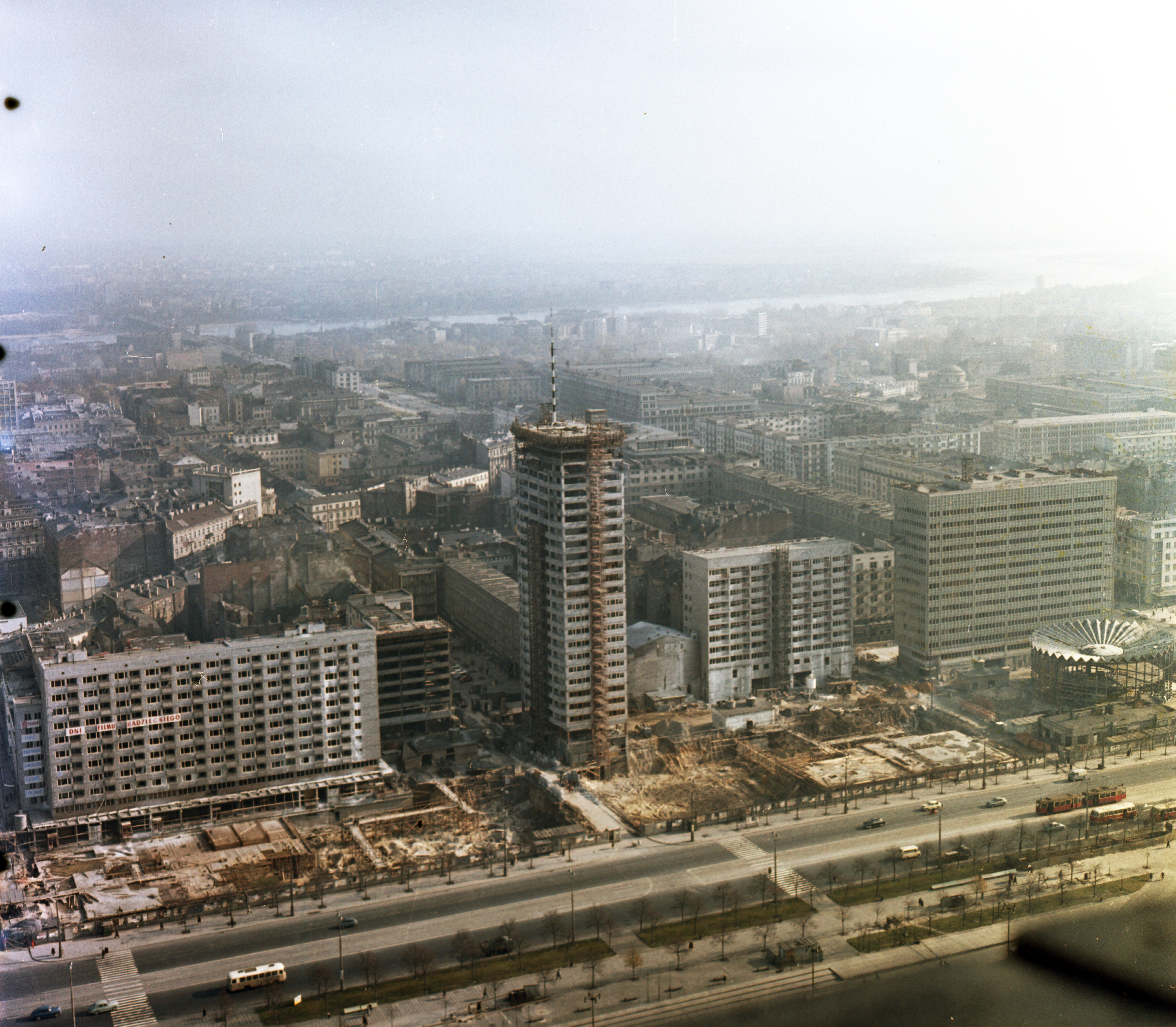
Le Mur de l'Est en construction (1965).

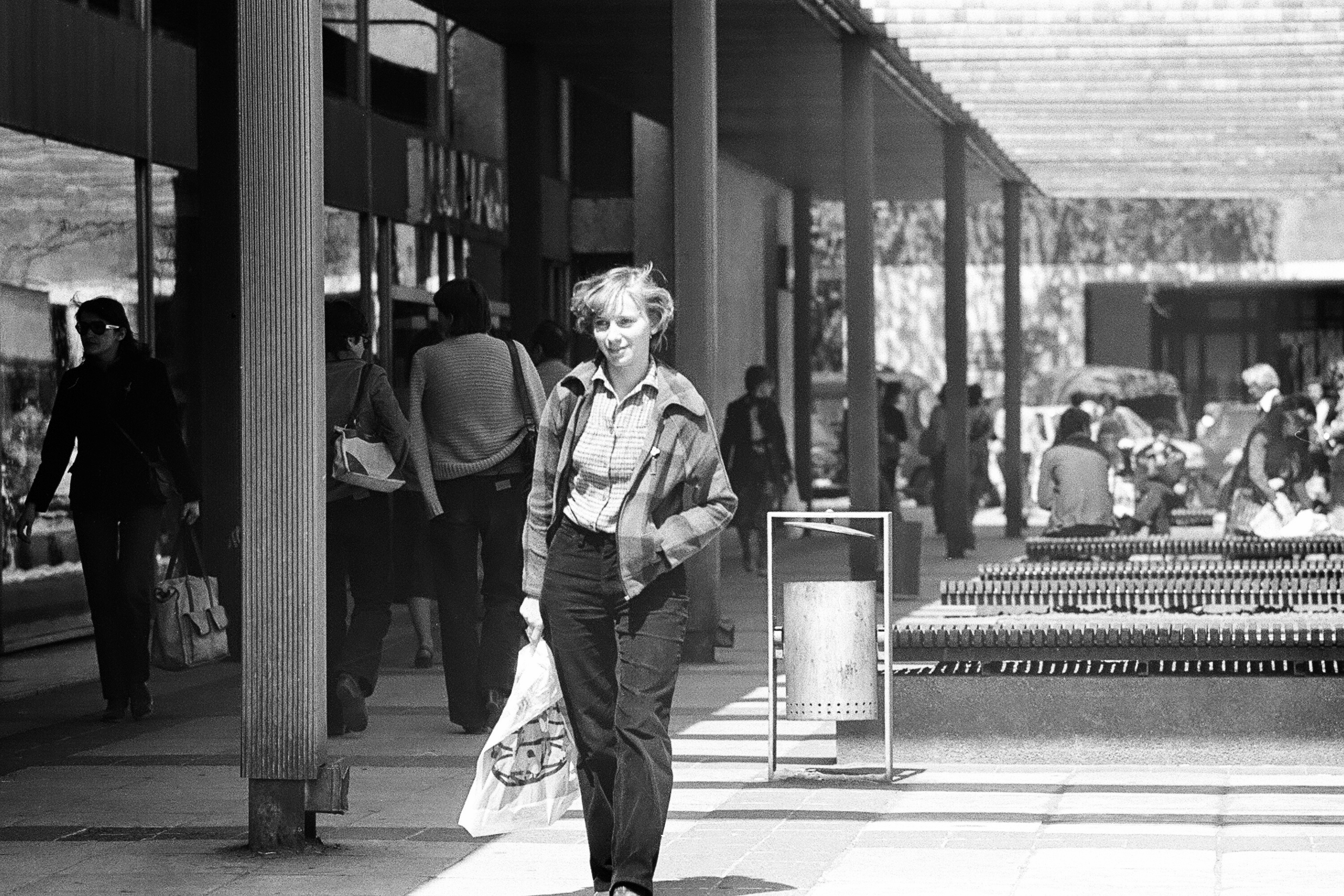
Le Bâtiment (1981).

Ściana Wschodnia, soit le Mur oriental ou le Mur de l'Est, voire le « côté est de la rue Marszałkowska » est un complexe architectural et urbain situé à Varsovie, construit entre 1962 et 1969 sur les plans de Zbigniew Karpiński et Jan Klewin.
Cette structure couvre une superficie de 4,5 ha entre les rues ulica Świętokrzyska, ulica Jasna, ulica Marszałkowska et Aleje Jerozolimskie. Elle est traversée par la rue Złota, sur l'axe de laquelle, du côté ouest de la rue Marszałkowska, le Palais de la Culture et de la Science a été construit en 1952-1955.
Le complexe de la Ściana Wschodnia  se compose de trois immeubles (architectes : Zbigniew Wacławek et Jan Klewin), de huit bâtiments inférieurs situés à leur Est, et de quatre grands magasins situés à l'ouest, lesquels forment la façade est de la rue Marszałkowska.
Une fois la construction du Mur oriental achevée ont débuté la conception et la construction de son pendant ouest, le Mur occidental (en 1972) ; toutefois, en 1989, le projet est abandonné.
L'ensemble est l'une des réalisations les plus remarquables du modernisme en Pologne. En 2003, il a été inscrit sur la liste des biens culturels contemporains (ce qui n'implique cependant pas une protection historique, ses éléments individuels pouvant donc encore être remplacés par de nouveaux).

## Le contexte du lieu
La rue Marszałkowska, dans la zone de l'actuel Mur de l'Est, était bordée d'immeubles typiques de la fin du XIXe siècle aux façades richement décorées. Ceux-ci avaient 3 ou 4 étages, les rez-de-chaussée et le premier étage étant occupés par des vitrines. Les bâtiments de cette partie de la rue Marszałkowska ont progressivement changé, laissant la place à des bâtiments modernes comme le bâtiment en béton armé de la PKO (au coin de la rue Świętokrzyska, Marszałkowska 134) ou le bâtiment de la compagnie d'assurance « Rosja » (pl) (construit en 1901). La rue avait également une deuxième façade où, outre le palais Pruszak du XVIIIe siècle, se trouvaient de nombreux immeubles de style Art nouveau, néo-gothique et néo-baroque.
En 1944, après l'écrasement de l’Insurrection de Varsovie, la plupart des bâtiments de la rue furent démolis ou incendiés. Survivent, entre autres, l'immeuble au numéro 110, la charpente du bâtiment du PKO à l'angle de la rue Świętokrzyska, et les murs de la maison de la compagnie d'assurance « Rosja » (jusqu'au 2e étage). Après la guerre, l'activité commerciale reprend au rez-de-chaussée des immeubles. Les bâtiments à un étage de la Marszałkowska ont survécu jusqu'en 1961, et les bâtiments préservés ont également été détruits. L'idée apparaît alors de renouveler et de rendre sa cohérence à cette zone à vocation commerciale en plein centre de Varsovie.

## Histoire
En 1958 est organisé un concours national pour le développement du Mur de l'Est, remporté ex-aequo par Zbigniew Karpiński. En 1960, en tant que concepteur général, lui et son équipe préparent un nouveau projet qui sera mis en œuvre entre 1961 et 1969. Les travaux débutent en août 1961.
Le Mur de l'Est était composé de 23 bâtiments d'un volume total de 640 000 m³. Le commerce et les services occupaient 280 000 mètres carrés, le partie résidentielle 200 000 m³, les bureaux 75 000 m³, et la partie restante était constituée, entre autres, d'établissements de restauration. Le complexe comprend des immeubles de grande hauteur pionniers pour l'époque ainsi qu'une galerie piétonne. On y trouvait quatre grands magasins : Wars, Sawa, Junior et Sezam ; ainsi que trois immeubles résidentiels (achevés en 1969). Le premier grand magasin, Junior, proposant des produits destinés aux jeunes de 14 à 20 ans, ouvre en juillet 1969.
À l'arrière se trouve une galerie piétonne (Passage Stefan Wiechecki) d'où partent les entrées des grands magasins. Elle a été créée en s'inspirant de la galerie marchande moderniste Lijnbaan de Rotterdam, considérée comme la première rue moderne d'Europe destinée uniquement aux piétons. La galerie piétonne mène également à un cinéma et un théâtre.
La partie bureaux du complexe comprenait la rotonde du PKO, le siège du Centre du commerce extérieur de la République populaire polonaise « Universal » (pl) et le bâtiment du PZU. Le bâtiment « Universal » a été construit en 1965 sous la direction de l'équipe de Jerzy Kowarski et a été démoli au tournant de 2016 et 2017.

### Immeubles de grande hauteur
- rue Zgoda – hauteur totale : 87 mètres
- rue Świętokrzyska – hauteur totale : 85 mètres
- rue Chmielna – hauteur totale : 81 mètres

## Revitalisations, reconstructions, démolitions
En décembre 2006, la première étape de la revitalisation du passage « Wiecha » a été achevée : des éléments de petite architecture ont été démolis, dont une fontaine, une pergola, des escaliers extérieurs et l'enseigne au néon caractéristique du bar Zodiak. Après la rénovation, le passage piéton prend un aspect complètement différent, avec de hauts lampadaires et un trottoir en granit lisse. Les changements ont suscité des critiques, notamment dans la Gazeta Wyborcza.
En 2009, le gratte-ciel de la rue Zgoda et les deux autres gratte-ciel identiques du Mur Est, conçus par l'architecte Zbigniew Karpiński en 1969, ont été rénovés et isolés. Les critiques soulignent la destruction et l'incapacité à recréer correctement les façades originales des gratte-ciel, lesquelles étaient faites de plaques d'aluminium brillantes alternant avec des rayures noires le long des fenêtres des appartements, qui offrait une composition visuelle exceptionnellement raffinée. Actuellement, les façades sont simplifiées et réalisées en tôle grise avec des divisions ressemblant à des tuiles.
En 2011, les bâtiments du Domy Towarowe Centrum ont été rehaussés d'un étage de bureaux selon la conception du studio MAAS Architekci.
En 2014, le grand magasin coopératif Sezam, situé à l'intersection des rues Marszałkowska et Świętokrzyska, a été démoli ; et, en 2016-2018, un immeuble de bureaux appelé Centrum Marszałkowska, relié sous terre à la station de métro voisine, a été érigé à sa place.
Au tournant des années 2016 et 2017, l'immeuble de bureaux Universal, de 55 mètres de haut , a été démoli pour laisser la place à la tour Widok Towers (pl), de 95 mètres de haut, achevée en 2021. La démolition et le remplacement par le projet de Piotr Bujnowski et Martin Troethan ont suscité des critiques, entre autres de l'architecte Andrzej Kaliszewski, qui a travaillé dans l'équipe de Karpiński dès le début de la conception du Mur oriental.

### Galerie

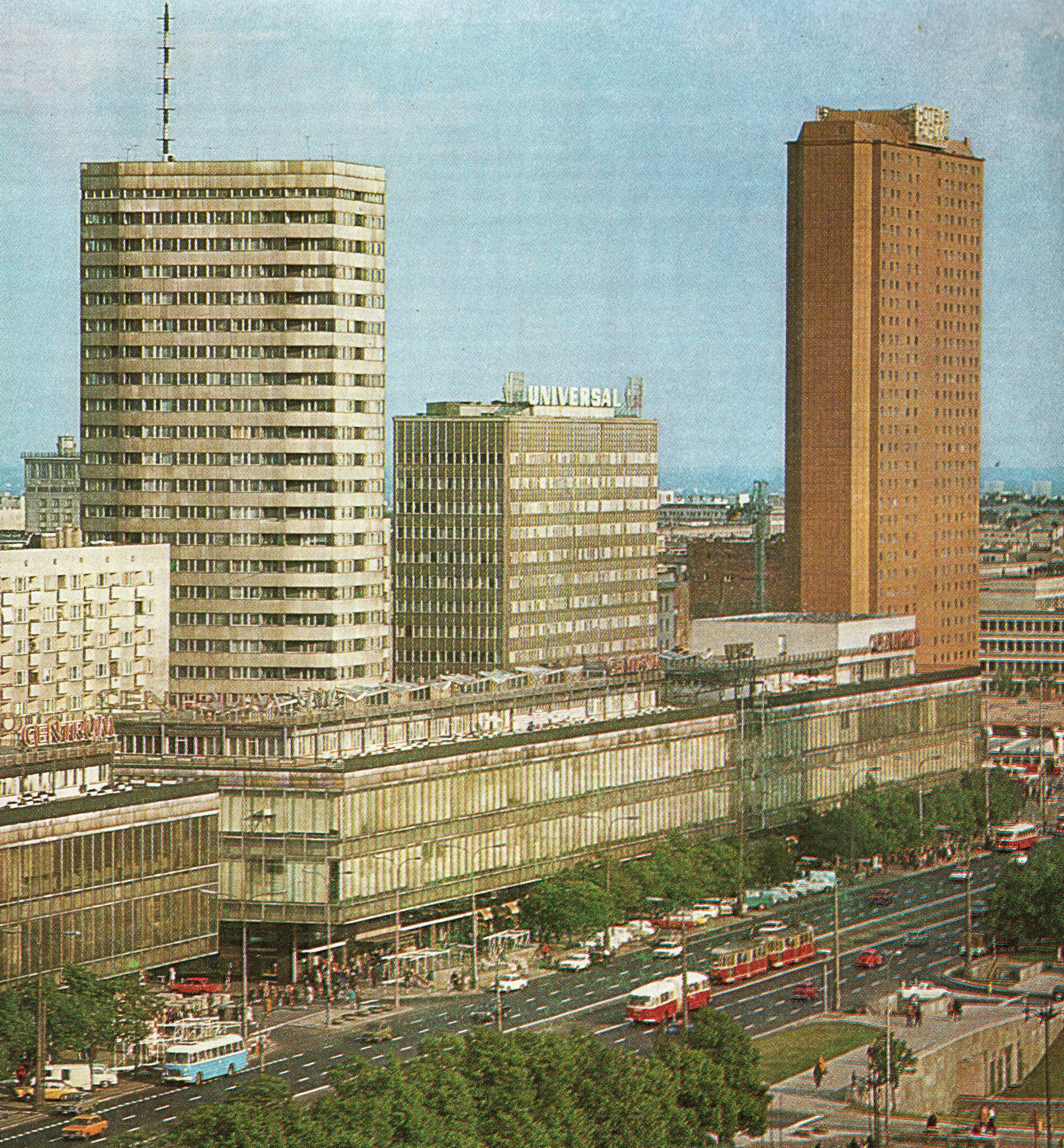
La partie sud du Mur de l'Est, vers 1975.
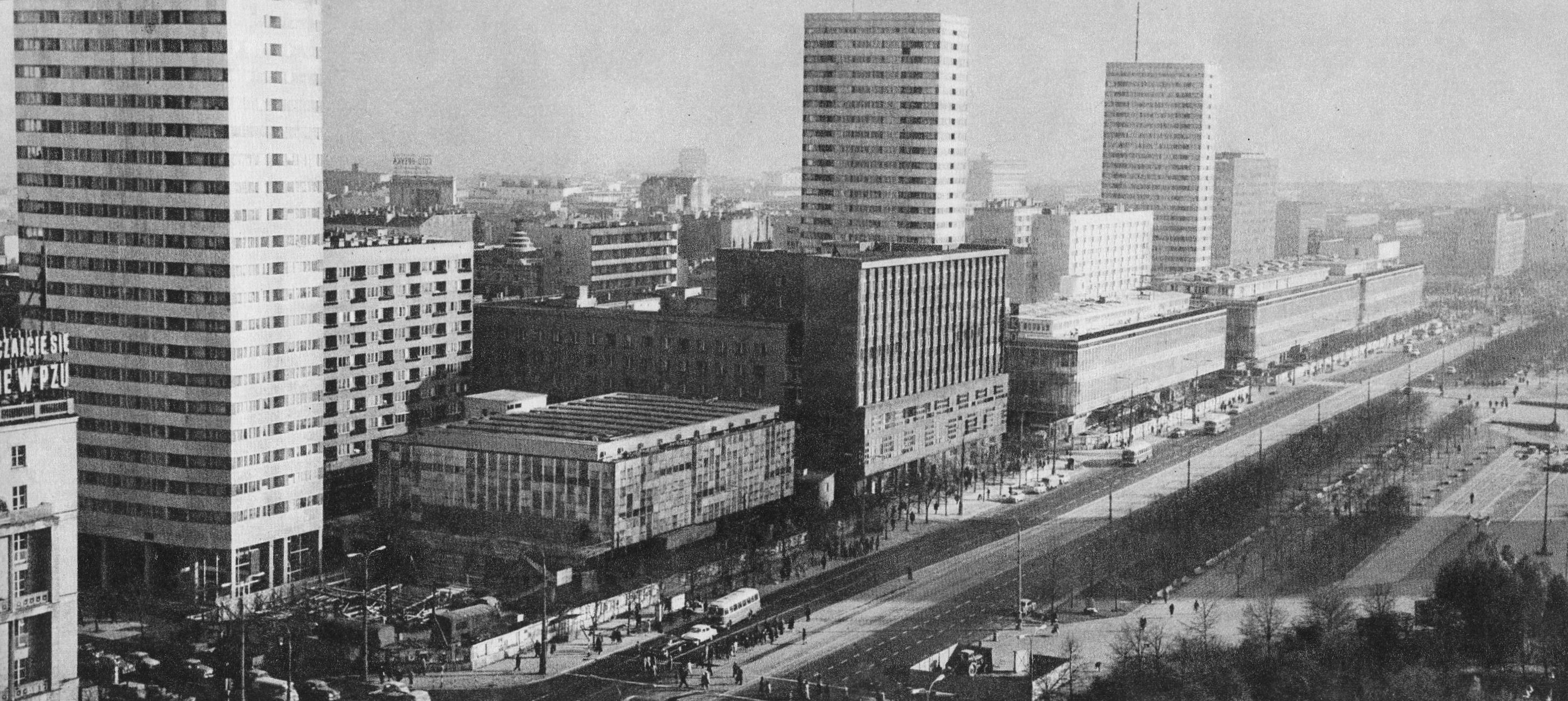
Le Mur de l'Est dans les années 1960.
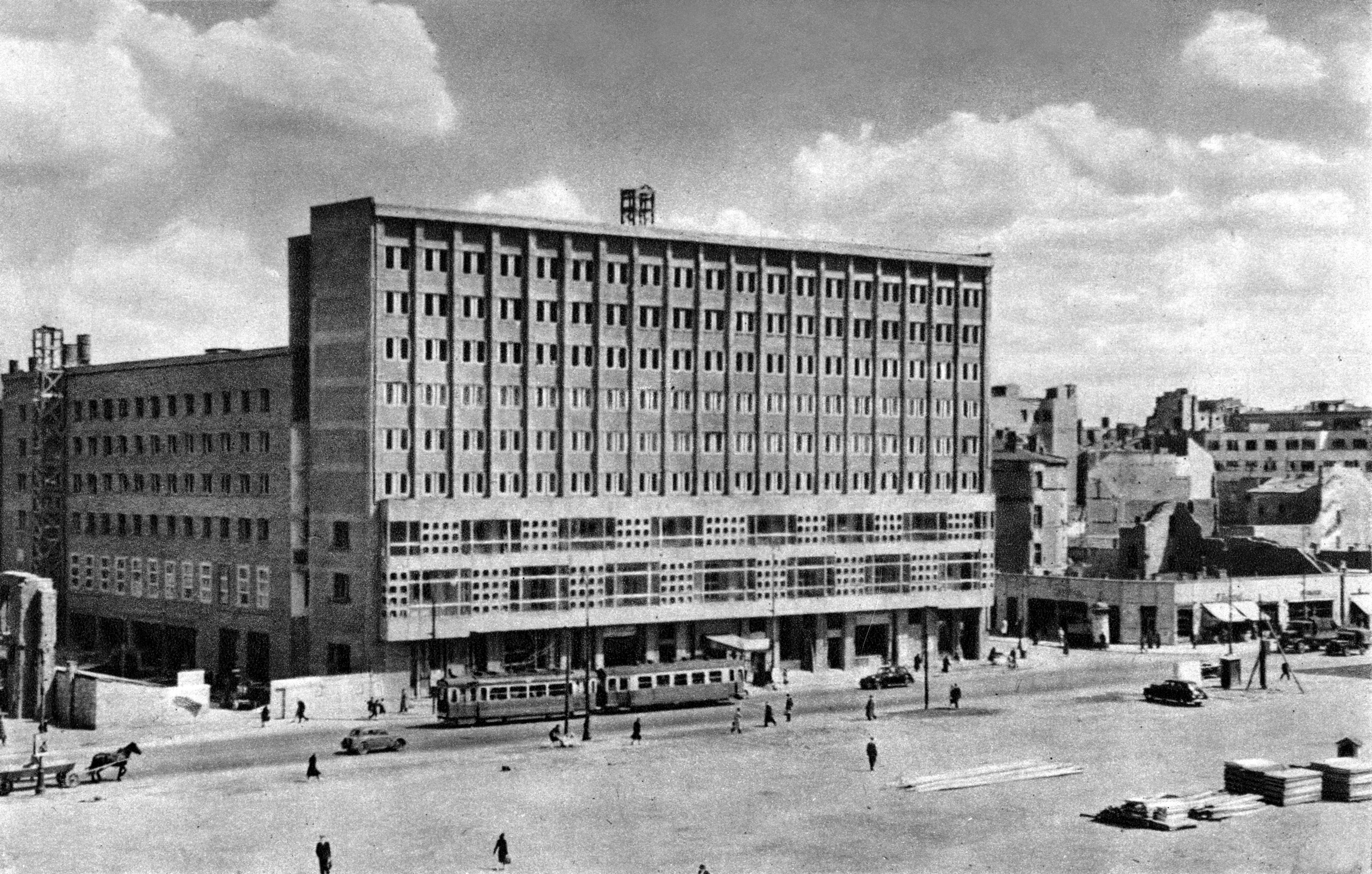
Le bâtiment de la Caisse d’Épargne Universal.
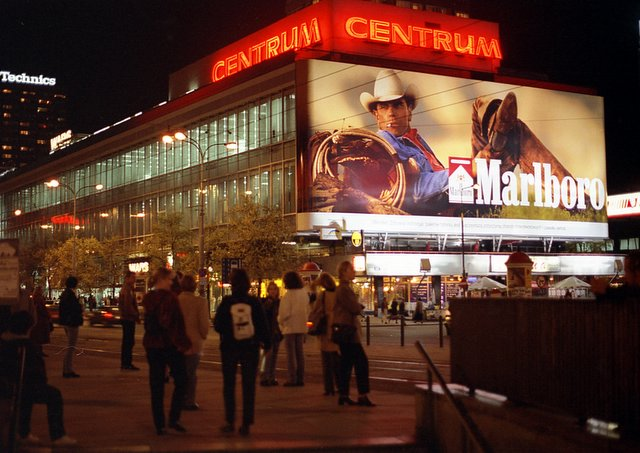
Grands magasins Centrum, 2000.
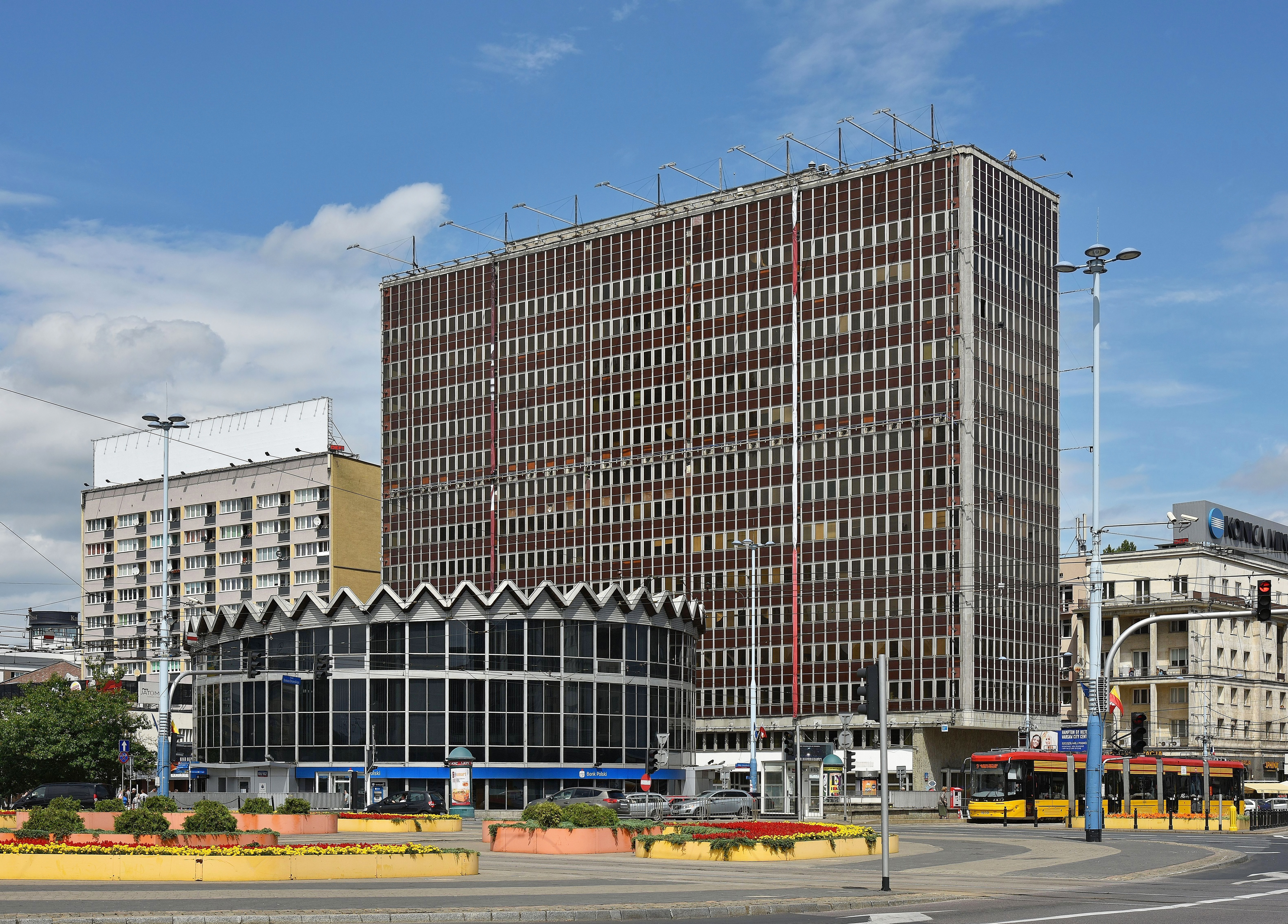
La Rotonde PKO (1966-2017) et le bâtiment Universal aujourd'hui détruit.
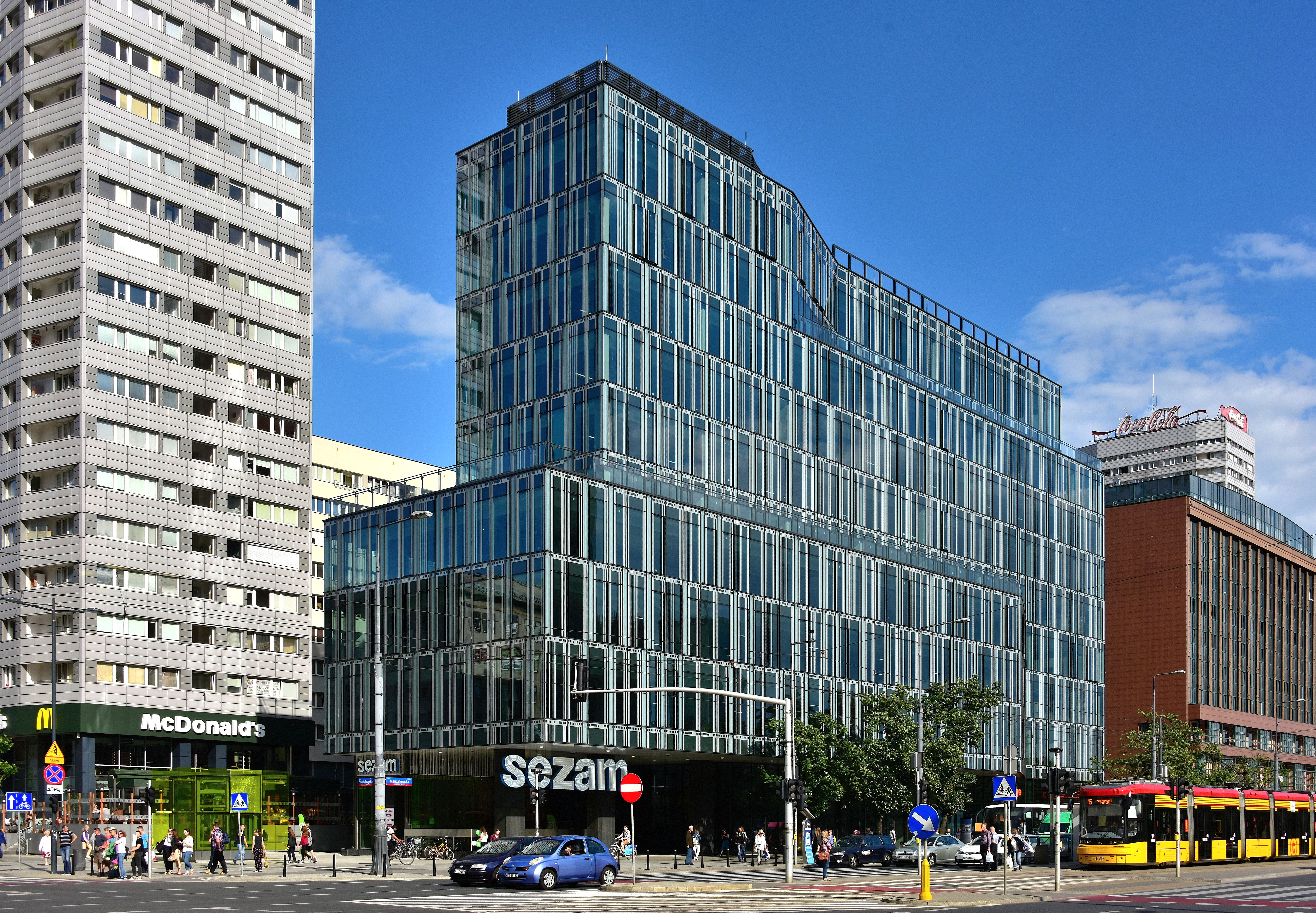
Le Centrum Marszałkowska, au coin des rues Świętokrzyska et Marszałkowska.